# Triacontágono
En geometría, un triacontágono es un polígono de 30 lados y 30 vértices. El triacontágono es un polígono construible, mediante la bisección de los lados de un pentadecágono regular.

## Propiedades
Un triacontágono tiene 405 diagonales, resultado que se puede obtener aplicando la ecuación general para determinar el número de diagonales de un polígono, {\displaystyle D=n(n-3)/2}; siendo el número de lados {\displaystyle n=30}, se tiene que:
{\displaystyle D={\frac {30(30-3)}{2}}=405}.
La suma de todos los ángulos internos de cualquier eneadecágono es 5040 grados o {\displaystyle 28\pi } radianes.

## Triacontágono regular

Triacontágono regular

Un triacontágono regular es el que tiene todos sus lados de la misma longitud y todos sus ángulos internos iguales. Cada ángulo interno del isodecágono regular mide 168 grados o 2.93215 radianes. Cada ángulo externo del triacontágono regular mide 12º o 0.20944 radianes.
Para obtener el perímetro P de un triacontágono regular, multiplíquese la longitud de uno de sus lados t por treinta (el número de lados n del polígono).
{\displaystyle P=n\cdot t=30\ t}
El área A de un triacontágono regular se puede calcular a partir de la longitud t de uno de sus lados, de la siguiente forma:
{\displaystyle A={\frac {15}{2}}a^{2}\cot {\frac {\pi }{30}}\simeq 71.3577a^{2}}
donde {\displaystyle \pi } es la constante pi y {\displaystyle \tan } es la función tangente calculada en radianes. 
Si se conoce la longitud de la apotema a del polígono, otra alternativa para calcular el área es:
{\displaystyle A={\frac {P\cdot a}{2}}={\frac {30(t)\ a}{2}}=20(t\cdot a)}